# Robbie E
Robert „Rob“ Strauss (* 1. Oktober 1983 in Alpine, New Jersey), besser bekannt unter seinem Ringnamen Robbie E, ist ein US-amerikanischer Wrestler. Er tritt derzeit regelmäßig bei NXT auf. Einer seiner bisher größten Erfolge war der Erhalt des TNA-X-Division-Titel.

## Karriere

### Anfänge
Strauss begann sein Training bei der Independent Wrestling Federation (kurz IWF), wo er dann an seinem 17. Geburtstag, dem 1. Oktober 2000 als Rob Eckos sein Debüt gab. Bei der IWF gewann Strauss mit Biggie Biggs seinen ersten Titel, den IWF-Tag-Team-Titel.

### Independent/WWE
Strauss trat in der Folge bei verschiedenen Independent Promotions wie z. B. bei Pro Pain Pro Wrestling, World Xtreme Wrestling oder New York Wrestling Connection an. Bereits im Jahr 2003 wurde er dreimal bei der damals zur NWA gehörenden Promotion TNA verpflichtet. Bei der Promotion New York Wrestling Connection
hat Strauss, mit dem späteren WWE-Ringkommentator Matt Striker, die NYWC-Tag-Team-Titel bekommen. Mit diesem bildete Strauss dann auch für längere Zeit ein Tag Team.
Ab Februar 2003 bildete Strauss mit Billy Bax ein Tag Team. Mit diesem gewann er drei Titel (zweimal die ECWA Tag Team Championship und einmal die CW Tag Team Championship).
Im Februar 2005 wurde die Promotion World Wrestling Entertainment auf Strauss aufmerksam. Man verpflichtete diesen für ein Match bei SmackDown. Dieses fand am 3. Mai 2005 gegen Matt Morgan statt. Danach trat Strauss erneut in der unabhängigen Wrestling-Szene an. Doch verpflichtete ihn die WWE mehrmals für Einzelmatches. So trat Strauss am 3. Januar 2006 erneut bei SmackDown auf und am 29. Januar 2008 bei ECW auf.

### Total Nonstop Action Wrestling

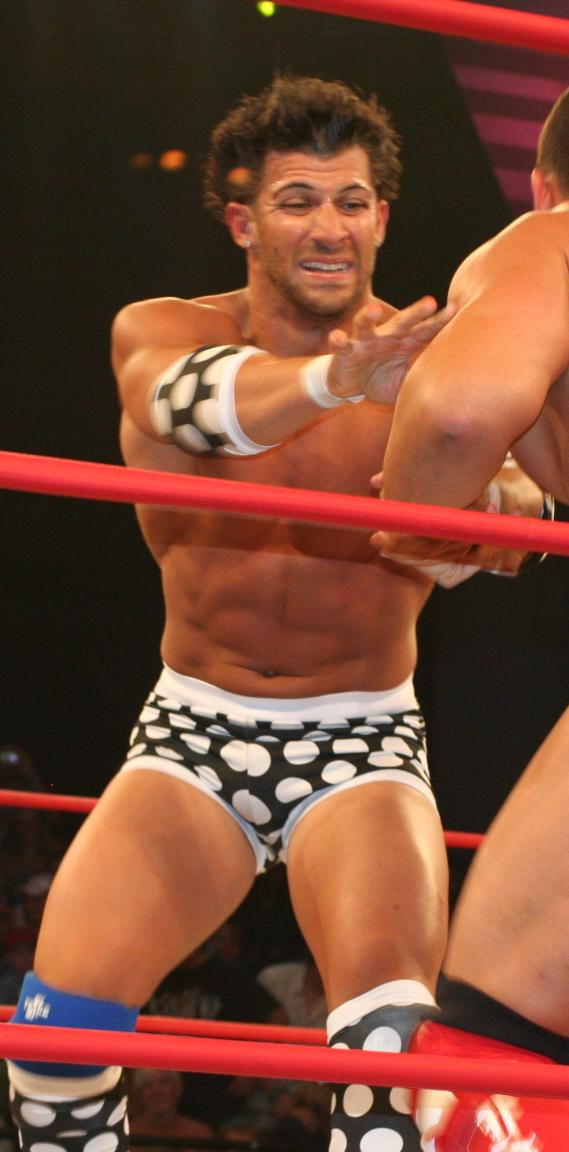
Robbie E (2010)

Gegen Ende Juli 2010 hatte Strauss ein Tryout-Match bei TNA gegen Bobby Fish und bekam letztendlich einen Standardvertrag über zwei Jahre. Sein Debüt bei Impact gab er am 12. Oktober 2010 gegen Amazing Red. Bei TNA fehdete Strauss gegen Jay Lethal. Im Verlauf dieser Fehde gewann Strauss den TNA-X-Division-Titel von Lethal. Den Titel gab Strauss nach 30 Tagen, am 7. November 2010, bei Turning Point wieder an Jay Lethal ab.
Von September 2011 bis Februar 2013 war er in einer Allianz mit Rob Terry. Am 13. November 2011 gewann Strauss bei Turning Point den TNA Television Titel von Eric Young, verlor ihn aber am 18. März 2012 bei Victory Road an Devon. Nach einer Fehde gegen Terry gründete Strauss zusammen mit Jessie Godderz das Team The BroMans. Am 20. Oktober 2013 bei Bound for Glory gewann beide die TNA World Tag Team Championship.

## Erfolge

### Titel
- Total Nonstop Action Wrestling

- 1× TNA X Division Champion
- 1× TNA Television Champion
- 2× TNA World Tag Team Champion – mit Jessie Godderz

- New York Wrestling Connection

- 1× NYWC Interstate Champion
- 1× NYWC Tag Team Champion (Mit Matt Striker)

- Stars & Stripes Championship Wrestling

- 1× SSCW Heavyweight Champion
- 1× SSCW Lightweight Champion

- National Wrestling Superstars

- 1× NWS Junior Heavyweight Champion

- East Coast Wrestling Association

- 1× ECWA Mid-Atlantic Heavyweight Champion
- 2× ECWA Tag Team Champion (mit Billy Bax)

- Independent Superstars Of Professional Wrestling

- 1× ISPW Tri State Champion

- Independent Wrestling Federation

- 1× IWF Tag Team Champion (Mit Biggie Biggs)

- Chaotic Wrestling

- 1× CW Tag Team Champion (mit Billy Bax)

- National Wrestling Alliance/CyberSpace Wrestling Federation

- 1× NWA Cyberspace Cruiser-X Champion

## Filmauftritt
- Strauss spielt sich selbst im Film The Wrestler (2008).